# 银花镇
银花镇，是中华人民共和国陕西省商洛市山阳县下辖的一个乡镇级行政单位。

## 行政区划
银花镇下辖以下地区：
街道村、上店子村、岬峪沟村、五色沟村、寺北沟村、泉水湾村、叶家沟村、湘子店村、梅子沟村、孙家湾村和商洛河村。